# Wan Marc
Wan Marc (anteriormente conhecido como Wan Mächer) é um estúdio de dublagem brasileiro, com sede no Rio de Janeiro. Em junho de 1996, o empresário Wanderlei Gonçalves fundou a empresa com o dublador Leonardo José. Em 2012, Leonardo saiu da companhia, e um ano depois, Marco Ribeiro, também dublador e proprietário da Audio News, entrou na sociedade com Wanderlei Gonçalves e mudou o nome da empresa para Wan Marc, uma fusão entre os primeiros nomes dos sócios: Wanderlei & Marco (Wan Marc).
É o estúdio responsável pelas dublagens brasileiras, dentre outras atrações, das séries da Warner TV, TNT, Cartoon Network, Boomerang, Fox Channel Brasil, Nickelodeon Brasil e seriados exibidos na TV aberta pelo SBT como Fronteiras, Sobrenatural, Dois Homens e Meio, Smallville: As Aventuras do Superboy, The O.C.: Um Estranho no Paraíso, Diários de um Vampiro, Os Originais, O Mentalista e muitos outros.
A Wan Mächer tem uma extensa lista de trabalhos realizados na versão brasileira, incluindo filmes, séries, seriados animados e telenovelas.

## Dublagens (lista parcial)

### Filmes
Em ordem alfabética e por ano decrescente de lançamento
2019
| Título         | Título em português     | Nota |
| -------------- | ----------------------- | ---- |
| It Chapter Two | bra: It — Capítulo Dois |      |